# فرانك بوكس
فرانك بوكس (بالهولندية: Frank Boeckx) هو لاعب كرة قدم بلجيكي في مركز حراسة المرمى ولد في يوم 27 سبتمبر 1986 في بلدة آرسخوت في بلجيكا، يلعب حالياً مع نادي أندرلخت وسبق له اللعب مع نادي سينت ترويدن ونادي جينت ورويال أنتويرب، يبلغ طول 180 سم.

## روابط خارجية
- فرانك بوكس على موقع الاتحاد البلجيكي (الإنجليزية)
- فرانك بوكس على موقع قاعدة بيانات كرة القدم.إي يو (الإنجليزية)
- فرانك بوكس على موقع Soccerway.com (الإنجليزية)
- فرانك بوكس على موقع عالم كرة القدم.نت (الإنجليزية)
- فرانك بوكس على موقع AS.com (الإسبانية)